# Trainguard
，是一套由西門子交通技術集團開發，以數碼技術形式控制鐵路車輛的訊號系統。

## 產品家族

### 通訊式列車控制（CBTC）系統
- 列車守衛大眾運輸（英語：[8][註 1]）：连续式移动闭塞列车自动控制系统[2]，基於通訊為本列車控制技術（CBTC）的控制鐵路車輛訊號系統[9]。
- Trainguard Sirius CBTC

### 傳統列車控制（CTC）系統
- Trainguard LZB系列[10]
  - Trainguard LZB 700 M
  - Trainguard LZB 523
- Trainguard CTS/M
- Trainguard Zub 222c
- Trainguard Imu 100

### 歐洲列車控制系統（ETCS）
Trainguard for ETCS
- ETCS Level 1
  - Trainguard 100
- ETCS Level 2
  - Trainguard 200
- ETCS Level 3
  - Trainguard 300
- ATO over ETCS

### 主動列車控制（PTC）系統
- Trainguard Sentinel[12]

## 系统结构
- Trainguard MT：系统主要由列车自动监控系统（ATS）、计算机联锁系统（IXL）、轨道空闲检测系统（TVD）、列车控制系统（列车自动防护ATP及列车自动运行ATO）、双向通信系统（WLAN）等5个子系统组成。这5个子系统被划分到4个层级，以便分级实现系统指定的功能。[13]

## 採用情況

### Trainguard LZB
- 广州地铁1号线（Trainguard LZB 700 M）
- 广州地铁2号线（Trainguard LZB 700 M）
- 广州地铁8号线（Trainguard LZB 700 M）
- 深圳地铁1号线（Trainguard LZB 700 M）
- 深圳地铁4号线（Trainguard LZB 700 M）
- 南京地铁1号线（Trainguard LZB 700 M）
- 南京地铁10号线（Trainguard LZB 700 M）
- 紐倫堡地鐵U2綫（德语：U-Bahn Nürnberg#Linie U2）（Trainguard LZB 523）
- 紐倫堡地鐵U3綫（德语：U-Bahn Nürnberg#Linie U3）（Trainguard LZB 523）

### Trainguard MT
- 巴黎地鐵1號線
- 巴黎地鐵4號線
- 巴黎地鐵14號線
- 紐約地鐵B分部（英语：B Division (New York City Subway)）（BMT）L綫
- 巴塞羅那地鐵9號線
- 聖保羅地鐵4號線[14]
- 布達佩斯地鐵4號線
- 利雅德地鐵1號綫
- 利雅德地鐵2號綫
- 阿爾及爾地鐵
- 福州地铁5号线
- 西安地铁1号线
- 青岛地铁3号线
- 北京地鐵8號綫
- 北京地鐵10號綫
- 广州地铁4号线
- 广州地铁5号线
- 廣佛地鐵
- 佛山地鐵3号线
- 港鐵東鐵綫[15]（同時設置AWS系統）
- 桃園機場捷運
- 南京地铁2号线
- 南京地铁3号线
- 南京地铁5号线
- 南京地铁7号线
- 南京地铁S9号线
- 苏州轨道交通1号线、2号线、5号线（由中国电子科技集团第十四研究所使用西门子许可证制造）

### Trainguard Sirius CBTC
- 土耳其國家鐵路马尔马拉铁路
- 新加坡地鐵濱海市區線